# Crossover (música)
Crossover és un terme anglès que —aplicat a composicions i intèrprets musicals— es refereix a aquells i aquelles que apareixen en diferents llistes d'èxits en les quals mostren diferents gustos musicals, o gèneres musicals., als intèrprets o cançons l'èxit dels quals depassa els límits dels seu públic natural per a abastar mercats que, en principi, no són els seus. Si la segona llista d'èxits en la qual apareix és la de pop (com per exemple la llista Hot 100, no es considera un crossover atès que les llistes de pop només assenyalen la popularitat però no constitueixen un gènere específic.
En alguns contextos el terme pot tenir connotacions negatives, implicant la dissolució o el rebaixament de plantejaments o de les qualitats essencials i distintives d'una música per acomodar-se al gust majoritari, bàsicament per raons comercials. Per exemple, en els primers anys del Rock and roll, moltes cançons originalment interpretades per músics afroamericans van ser reenregistrades per músics blancs (com per exemple Pat Boone) en un estil més atenuat i assequible -sovint canviant elements de la lletra) que no fossin tan directes com les originals. Aquestes versions esdevenien populars per a unes audiències molt més àmplies.
En la mateixa línia el mot a vegades designa la tendència premeditada de la indústria musical a llançar al mercat artistes o cançons ja dissenyats amb una ambigüitat musical concebuda per a entrar amb èxit i de manera simultània en mercats del tot diferents, conformats per públics amb gustos també diversos.
A la pràctica, el crossover sovint és el resultats de la utilització d'una determinada cançó o estil o intèrpret en la banda sonora d'un film. Seria el cas, per exemple del ragtime arran de l'ús de The entertainer de Scott Joplin al films El cop (1973) o el fet que la música atonal, prou minoritària entre els amants de la música clàssica té un altre tipus de públic seguidor a partir de la seva utilització massiva en films i sèries de televisió per representar una amenaça que s'apropa, tal com ha fet notar Charles Rosen.